# Joseph Confavreux
Joseph Confavreux est un journaliste français employé par le site web d'informations Mediapart.

## Parcours
Ancien élève de l'École normale supérieure (promotion 1994), Joseph Confavreux est agrégé d'histoire.
Spécialiste de l'Égypte, il découvre le journalisme lors d'un stage dans l’émission Là-bas si j'y suis de Daniel Mermet sur France Inter. Puis il travaille deux ans bénévolement à radio Aligre FM, où il présente une émission d'histoire. Joseph Confavreux devient reporter en 1998 pour l'émission Là-bas si j'y suis.
Il entre à France Culture en 2000 pour collaborer à Cas d’école, une émission produite par Nicolas Demorand, puis, toujours à France Culture, Joseph Confavreux produit trois émissions : Le champ des possibles, On est tous dans le brouillard et Terrains sensibles. En 2006, il devient producteur coordinateur de Sur les docks, l’émission de documentaire et de reportage diffusée quotidiennement sur France Culture. En 2009, il crée l'émission Mégahertz. En 2010, il crée l'émission Les Controverses du futur dont la diffusion cessera en 2011, lorsque Joseph Confavreux quitte France Culture.
Il a réalisé ou co-réalisé plusieurs films et séries documentaires, notamment pour la société de production Point du jour,,.
Il rejoint Mediapart en mai 2011, après avoir commencé à collaborer au projet à partir de fin 2010. Avec Edwy Plenel et Fabrice Arfi, il est l'un des journalistes les plus identifiés au journal en ligne, grâce à sa participation régulière aux émissions spéciales de Mediapart, pour lesquelles il officie comme présentateur et comme intervieweur, en particulier sur les sujets historiques, et les débats qui concernent la place et l'histoire des sciences humaines. Il est chargé, en particulier, de conduire les « Grands entretiens » pour la chaîne audiovisuelle du journal. À ce titre, il anime fréquemment des débats dans le cadre d'événements culturels, en particulier au festival d'Avignon et orchestre, chaque semaine depuis 2021, l'émission culturelle L'Esprit Critique.

## Collaborations
Joseph Confavreux est co-rédacteur en chef de la Revue du crieur, revue d’enquête sur les idées et la culture publiée en coédition par Mediapart et les éditions La Découverte. Il conduit fréquemment des entretiens pour la revue, dont il est le porte-parole dans la presse audiovisuelle.
Il est membre du comité de rédaction de la revue Vacarme, pour laquelle il écrit régulièrement des articles et des entretiens.
À partir de septembre 2017, il collabore à l’émission Avis critique sur France Culture. L'émission prend fin à l'issue de la saison 2019-2020.

## Publications
- La France invisible. Enquêtes sur un pays en état d'urgence sociale, avec Jade Lindgaard et Stéphane Beaud, La Découverte, 2006[15],[16],[17]
- Égypte : histoire, société, culture, La Découverte, 2009.
- Passés à l'ennemi, des rangs de l'armée française aux maquis Viet-Minh, avec Adila Bennedjai Zou, Tallandier, 2014[18]
- Le fond de l’air est jaune. Comprendre une révolte inédite, Seuil, 2019. (direction et coordination, avec la participation d'Étienne Balibar, Ludivine Bantigny, Louis Chauvel, Isabelle Coutant, Aurélien Delpirou, Olivier Ertzscheid, Thomas Piketty, Pierre Rosanvallon, etc, ...)[19],[20]
- Une décolonisation au présent, Kanaky-Nouvelle-Calédonie : notre passé, notre avenir, La Découverte, 2020. (coordination, avec la participation de Lucie Delaporte, Carine Fouteau, Ellen Salvi, Julien Sartre et Antoine Perraud).